# Herman Potocki
Herman Potocki herbu Pilawa (ur. 7 lipca 1801 w Tykocinie, zm. 24 marca 1866 w Paryżu) – hrabia, powstaniec 1830, poseł, emigrant.
Syn Jana Alojzego i Marii Antoniny Czartoryskiej, córki Józefa Klemensa Czartoryskiego, wnuk Franciszka Piotra Potockiego.
Podpisał 25 stycznia 1831 roku akt detronizacji Mikołaja I Romanowa. W 1831 roku został wybrany posłem z powiatu machnowskiego województwa kijowskiego na sejm powstańczy. Był członkiem sejmu powstańczego na emigracji. 
Został pochowany na cmentarzu Montmartre w Paryżu wraz z bratem Józefem Franciszkiem.